# Щ-213
| Щ-213                      | Щ-213                                                                          | Щ-213                                                                          |
| -------------------------- | ------------------------------------------------------------------------------ | ------------------------------------------------------------------------------ |
|                            |                                                                                |                                                                                |
|                            |                                                                                |                                                                                |
|                            |                                                                                |                                                                                |
| Під прапором               | СРСР                                                                           | СРСР                                                                           |
| Порт приписки              | Севастополь                                                                    | Севастополь                                                                    |
| Спуск на воду              | 13 квітня 1937                                                                 | 13 квітня 1937                                                                 |
| Виведений зі складу флоту  | жовтень 1942                                                                   | жовтень 1942                                                                   |
| Проєкт                     |                                                                                |                                                                                |
| Тип ПЧ                     | Середній дизель-електричний підводний човен                                    | Середній дизель-електричний підводний човен                                    |
| Основні характеристики     |                                                                                |                                                                                |
| Швидкість (надводна)       | 14 вузлів (22-27 км/год)                                                       | 14 вузлів (22-27 км/год)                                                       |
| Швидкість (підводна)       | 8,5 вузлів (16 км/год)                                                         | 8,5 вузлів (16 км/год)                                                         |
| Робоча глибина занурення   | м                                                                              | м                                                                              |
| Гранична глибина занурення | 90 м                                                                           | 90 м                                                                           |
| Автономність плавання      | 20 діб                                                                         | 20 діб                                                                         |
| Екіпаж                     | 41 особа                                                                       | 41 особа                                                                       |
| Розміри                    |                                                                                |                                                                                |
| Довжина найбільша (по КВЛ) | 57 м                                                                           | 57 м                                                                           |
| Ширина корпусу найб.       | 6,2 м                                                                          | 6,2 м                                                                          |
| Середня осадка (по КВЛ)    | 3,9 м                                                                          | 3,9 м                                                                          |
| Водотоннажність надводна   | 578 т                                                                          | 578 т                                                                          |
| Озброєння                  |                                                                                |                                                                                |
| Артилерія                  | Дві 45-мм/46 21-К гармати (1000 набоїв) або 37-мм гармати чи 12,7-мм кулемети. | Дві 45-мм/46 21-К гармати (1000 набоїв) або 37-мм гармати чи 12,7-мм кулемети. |
| Торпедно- мінне озброєння  | Носові: 4 ТА калібру 533-мм, кормові 2 ТА калібру 533-мм (10 торпед)           | Носові: 4 ТА калібру 533-мм, кормові 2 ТА калібру 533-мм (10 торпед)           |
| ППО                        | 2 кулемети                                                                     | 2 кулемети                                                                     |

Щ-213 — радянський дизель-електричний торпедний підводний човен часів Другої світової війни типу «Щука», Х серії.

## Історія
Човен побудований на заводі імені 61 комунара у Миколаєві; закладено — 4 грудня 1934 року, спущено на воду — 13 квітня 1937 року, передано на озброєння Чорноморському флоту 31 жовтня 1938 року.
Командири човна:
- Ларичев Д. Т. (березень 1938 — липень 1939)
- ст. лт. Денежко Дмитро Митрофанович (липень 1939 — 24 березня 1942, вбитий в Туапсе під час авіанальоту)
- кп-лт. Ісаєв Микола Васильович (24 березня 1942 — жовтень 1942, загинув разом з екіпажем)[1]

За часів Другої світової війни човен виконав 7 бойових походів:
- 7 вересня 1941 — 24 вересня 1941
- 31 жовтня 1941 — 20 листопада 1941
- 19 грудня 1941 — 7 січня 1942
- 20 лютого 1942 — 11 березня 1942
- 7 червня 1942 — 24 червня 1942
- 29 червня 1942 — 7 липня 1942 Транспортний рейс в Севастополь.
- 28 вересня 1942 — пропав безвісти.

Виконав 4 торпедні атаки випустивши 4 торпеди і одну артилерійську, підтверджено потоплення турецької парусно-моторної шхуни «Чанкая» (164 брт, без прапора) 23 лютого 1942 року 18 миль північно-західніше Босфору.

## Струма
Струма (469 брт) було болгарським судном, котре плавало під панамським прапором на замовлення сіоністських організацій з Румунії для перевезення румунських євреїв до Палестини. По дорозі, двигуни корабля вийшли з ладу і турецький військовий буксир відбуксирував його в Стамбульську гавань. Там, Струма перебувала під наглядом поліції в порту протягом 71 дня. Зійти пасажирам на берег не дозволялося. На борту судна було 10 членів екіпажу і 763—769 переселенців (за різними даними). Їжу пасажири отримували, від працівників Червоного Хреста і від єврейської діаспори Стамбула, зокрема від турецького громадянина на ім'я Симон Брід.
Нарешті, наприкінці лютого 1942 року, після переговорів з британським урядом про долю пасажирів, які здавалося заходять у глухий кут, представники турецької влади сіли на «Струму», підняли якір і відбуксирували судно, без працюючого двигуна, радіозв'язку і без достатнього запасу харчів, назад в Чорне море. Наступного ранку, 24 лютого 1942 року, «Струма» затонула у 14 милях на північний схід від Босфору через внутрішній вибух. Вижили від 3 до 10 членів екіпажу (за різними даними) і переселенець Давид Столяр (19-річний уродженець Бессарабії). Мабуть екіпаж покинув судно ще до вибуху. Спочатку повідомлялося, що корабель був потоплений плаваючою міною, але в 1960-х роках з'явилася інформація, що на радянському флоті діяв таємний наказ топити всі судна супротивників і нейтральних країн в Чорному морі, щоб зменшити потік стратегічних матеріалів в Третій Рейх. Тому почали звинувачувати в потоплені «Струми» підводний човен Щ-213 Чорноморського флоту СРСР, бо він за день перед тим 23 лютого 1942 року потопив турецьку парусно-моторну шхуну «Чанкая» (без прапора) артилерійським вогнем у 18 морських милях на північний захід від Босфору.

24 лютого 1942 року о 10 год 45 хв човен Щ-213 виконав торпедну атаку невпізнаного транспорту в точці 41 ° 22' с.ш./29 ° 13' с.д. (транспорту тоннажем 7000 т, атака з підводного положення однією торпедою з відстані 6 каб. (1100 м)), через 1 хв. пролунав вибух, при огляді в перископ спостерігалася потоплення судна.
Але існують суттєві розбіжності між місцем атаки і точкою знаходження судна з переселенцями. «Струма» не мала ходу, в той час, як по донесенню Д. М. Денежко, в момент пострілу виявлений 7000-тонний транспорт йшов з 3-вузловою швидкістю (кут випередження при пострілі був виставлений у 13,5 градусів, що в разі непорушності цілі привело би до неминучого промаху — торпеда пройшла б за 1,5 каб. (270 м) від носа судна, що мав всього 46 м в довжину і 469 брт. Д. М. Денежко спостерігав над атакованим судном болгарський прапор, в той час, як «Струма» плавала під панамським прапором. Не можна повністю виключити того, що човен Щ-213 атакував інше болгарське судно, а «Струма» загинула від підриву на плаваючій міні. Або донесення командира Щ-213 було підмінено вже пізніше, після його смерті на базі в Туапсе вже 24 березня 1942 року. Потрібно також враховувати, що радянські підводні човни хоч і запливали в територіальні води Туреччини, але там ніяких суден не атакували, аби не провокувати втягнення цієї країни у війну на стороні Третього Рейху.

## Останній бойовий похід Щ-213
28 вересня 1942 року. Бойовий похід. В 00 год..01 хв. вийшов у район Портіцкого гирла (позиція № 45). Надалі на зв'язок не виходив і в базу не повернувся. На ПЧ перебувало 43 людини. За планом повинен був залишити позицію 14 жовтня і прибути в Батумі 18 жовтня. Висувалися можливі версії загибелі:
- з 30 вересня до 14 жовтня, підрив на мінах румунських загороджень S-20, S-21, S-22, S-23 або підрив на плаваючих мінах,
- 14 жовтня атака німецького БО «Ксантен» і 2 МТЩ в 5,5 милях на схід від Портіцкого рейду (німецький БО перед цим був нібито атакований ПЧ в точці 44 ° с.ш./29 ° 05 с.д. — 1 торпеда пройшла в 10 м від його корми) або підрив на міні,
- помилка особового складу або відмова техніки.

Румунсько-голландські члени Клубу водолазів з дослідження Чорного Моря анонсували у вересні 2010, що вони знайшли потоплений Щ-213 в точці близько шести миль (10 км) від румунського порту Констанци і, на глибині 30 м. Команда знайшла човен ще у 2008 році але ще два роки було затрачено на визначення назви човна, на його ідентифікацію.
Проблема полягала в тому, що потоплений човен був повністю покритий морськими мушлями, мулом і рибальськими сітями, — сказав голландський водолаз Гаррі Беккер. Підводний човен знаходиться в східній частині північної мінної загорожі, виставленої румунами навколо Констанци в середині червня 1941 року. Причина загибелі — підрив на міні, епіцентр пошкоджень — кормова частина і огородження рубки.